# Шляхтина, Валентина Васильевна
Валентина Васильевна Шляхтина — советский хозяйственный, государственный и политический деятель, Герой Социалистического Труда.

## Биография
Родилась в 1935 году в посёлке Черкасское. Член КПСС.
С 1951 года — на хозяйственной, общественной и политической работе. В 1951—1990 гг. — связистка в местном почтовом отделении, ученица-монтажница в цехе № 14, монтажница, бригадир монтажников Саратовского завода приёмно-усилительных ламп Министерства электронной промышленности СССР, член Комитета советских женщин, сотрудник Саратовского областного Совета ветеранов войны, труда, вооружённых сил и правоохранительных органов. 
Указом Президиума Верховного Совета СССР от 26 апреля 1971 года («закрытым») за выдающиеся заслуги в выполнении пятилетнего плана, создании новой техники и развитии электронной промышленности присвоено звание Героя Социалистического Труда с вручением ордена Ленина и золотой медали «Серп и Молот».
Делегат XXV съезда КПСС.
Живёт в Саратове.